# 5681 Bakulev
Az 5681 Bakulev (ideiglenes jelöléssel 1990 RS17) a Naprendszer kisbolygóövében található aszteroida. Ljudmilla Vasziljevna Zsuravljova fedezte fel 1990. szeptember 15-én.